# 830 Petropolitana
830 Petropolitana
830 Petropolitana là một tiểu hành tinh ở vành đai chính. Nó được G. N. Neujmin phát hiện ngày 25.8.1916 ở Simeiz (Krym, Ukraina), và được đặt theo tên tiếng Latin của thành phố Sankt-Peterburg của Nga.